# Lin Meiring
Nicolaas Lingen „Lin” Meiring (ur. 22 października 1933 w Pietermaritzburgu, zm. 6 lutego 2022 w Oklahoma City) – południowoafrykański pływak, uczestnik igrzysk olimpijskich w 1952, na których zajął 8. (ostatnie) miejsce w finale 100 m stylem grzbietowym z czasem 1:08,3. Ponadto zajął 4. miejsce na 110 jardów (100 m) tym samym stylem na Igrzyskach Imperium Brytyjskiego i Wspólnoty Brytyjskiej 1954. Reprezentował klub Oklahoma Masters Swim Club.